# Herói da Ucrânia
Herói da Ucrânia (em ucraniano: Герой України; romaniz.: Heroy Ukrayiny; em russo: Герой Украины; romaniz.: Geroy Ukrainy) é a maior condecoração que pode ser concedida a um cidadão individual pelo governo da Ucrânia. O título foi criado em 1998 pelo presidente Leonid Kuchma, o título reconhece cidadãos ucranianos por atos heroicos excepcionais ou conquistas extraordinárias no trabalho.
Existem duas classes principais da honraria: a Ordem da Estrela de Ouro concedida por feitos heroicos notáveis, e a Ordem do Estado, entregue por realizações de destaque em atividades laborais. Desde sua criação, o título foi concedido a 1133 pessoas, sendo o primeiro laureado o cientista Borys Paton.
Embora voltada a cidadãos ucranianos, a distinção pode, em casos excepcionais, ser concedida postumamente a estrangeiros agraciados com a Ordem dos Heróis da Centena Celestial, em reconhecimento a atos heroicos durante a Revolução da Dignidade (novembro de 2013 – fevereiro de 2014), especialmente por defender os princípios constitucionais da democracia e os direitos humanos.
A condecoração de Herói da Ucrânia assemelha-se com títulos dos países da antiga esfera soviética, como na Rússia, o Herói da Federação da Rússia e o Herói da Bielorrússia. Estas condecorações fora, influenciadas historicamente e culturalmente pelas condecorações concedidas na, já dissolvida, União Soviética (URSS), especialmente (neste caso particular), o prestigioso Herói da União Soviética.

## História
Como mencionado anteriormente, a origem do título Herói da Ucrânia remonta à mais alta distinção da União Soviética — o título de Herói da União Soviética, criado em 16 de abril de 1934, época em que a Ucrânia fazia parte do bloco soviético. Após o colapso da URSS em 1991, condecorações semelhantes foram instituídas nos novos Estados independentes.
Em 23 de agosto de 1998, o presidente da Ucrânia, Leonid Kuchma, instituiu por decreto nº 944/98 a distinção presidencial "Herói da Ucrânia", com a entrega da Ordem da Estrela de Ouro ou da Ordem do Estado. O decreto previa benefícios em salários, seguridade social e assistência médica para os agraciados, além de definir o estatuto da distinção e a descrição das insígnias.
O primeiro a receber a nova condecoração foi Borys Yevhenovych Paton (1962-2020), presidente da Academia Nacional de Ciências da Ucrânia desde 1962, em 26 de novembro de 1998, tendo recebido a Ordem do Estado.
Em 16 de março de 2000, a Rada Suprema da Ucrânia aprovou a Lei "Sobre as condecorações estatais da Ucrânia", que estabeleceu o título Herói da Ucrânia como a mais alta distinção do país, com entrega da Ordem da Estrela de Ouro ou da Ordem do Estado. A lei também determinou que as normas seriam aplicadas retroativamente aos agraciados por decretos presidenciais anteriores, recomendando a adequação desses atos à nova legislação.
Posteriormente, em 2 de dezembro de 2002, o decreto presidencial nº 1114/2002 revogou o decreto original e aprovou um novo estatuto do título, além de novas descrições das ordens e da miniatura oficial unificada.
Em 13 de abril de 2017, o então presidente Petro Poroshenko sancionou uma emenda à lei de condecorações estatais, permitindo, em caráter excepcional, a concessão póstuma do título de Herói da Ucrânia a estrangeiros condecorados com a Ordem dos Heróis da Centena Celestial, em reconhecimento a atos heroicos durante a Revolução da Dignidade (2013–2014).

## Estatuto

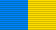
Fita da Ordem da Estrela de Ouro e da Ordem do Estado

O estatuto do título de Herói da Ucrânia estabelece que:
- O título de Herói da Ucrânia é concedido a cidadãos ucranianos por um ato de heroísmo excepcional ou por realizações laborais extraordinárias. A concessão do título é feita por decreto do Presidente da Ucrânia.
- O agraciado recebe a Ordem da Estrela de Ouro por um feito heroico, ou a Ordem do Estado por realizações laborais notáveis.
- Um Herói da Ucrânia que recebeu a Ordem da Estrela de Ouro pode, posteriormente, receber a Ordem do Estado por mérito laboral. Da mesma forma, quem já recebeu a Ordem do Estado pode ser condecorado com a Ordem da Estrela de Ouro se realizar um ato heroico. No entanto, não é possível receber duas vezes o mesmo título com a mesma ordem.
- O título pode ser concedido postumamente.
- Não se concede o título por méritos anteriores não relacionados com a formação e o desenvolvimento da Ucrânia independente.
- A pessoa agraciada recebe a insígnia correspondente (Estrela de Ouro ou Ordem do Estado), o certificado do título de Herói da Ucrânia, uma miniatura da ordem e um diploma oficial.
- A entrega das insígnias pode ser feita pelo Presidente da Ucrânia ou, por delegação, por autoridades como o presidente ou vice-presidentes da Rada Suprema, o Primeiro-Ministro, vice-primeiros-ministros, chefes do Judiciário, ministros, o procurador-geral, e outros altos funcionários.
- A insígnia do título deve ser usada no lado esquerdo do peito, acima de outras condecorações estatais ucranianas. Caso o agraciado possua ambas as ordens, ambas devem ser usadas. Alternativamente, é possível usar apenas a miniatura da ordem, posicionada acima das demais miniaturas e barretas de condecorações nacionais.

Procedimento
A recomendação para a concessão do título de Herói da Ucrânia pode ser feita ao presidente pelos seguintes órgãos:
- Verkhovna Rada da Ucrânia
- Gabinete de Ministros
- Tribunal Constitucional
- Suprema Corte
- Tribunal Econômico Superior
- Procuradoria-Geral
- Ministérios e outros órgãos centrais do poder executivo
- Parlamento e Conselho de Ministros da República Autônoma da Crimeia
- Administrações Estaduais das regiões, bem como das cidades de Kiev e Sebastopol
- Comissão de Prêmios Estatais e Heráldica da Presidência

A candidatura deve ser apresentada publicamente no local de trabalho da pessoa indicada, dentro do coletivo profissional da instituição, empresa ou organização, independentemente de seu tipo ou forma de propriedade.
O pedido de concessão deve ser submetido à instância superior responsável. No caso de autoridades locais, o pedido é enviado ao presidente da Ucrânia por meio do Conselho de Ministros da Crimeia ou das administrações regionais e municipais de Kiev e Sebastopol. Para organizações civis, culturais ou associações, o trâmite é feito por meio das mesmas vias ou pelos órgãos executivos centrais competentes.
Pedidos de concessão do título a chefes de ministérios, órgãos centrais e administrações regionais devem ser apresentados pelo Gabinete de Ministros.Se a pessoa indicada pertencer às Forças Armadas da Ucrânia, ao serviço de segurança, à guarda de fronteira ou à defesa civil, a recomendação deve ser apresentada pelo Ministério da Defesa, Ministério do Interior, Serviço de Segurança, Guarda Nacional, Serviço de Fronteira ou Serviço de Emergência do Estado.
Os órgãos habilitados a propor candidatos encaminham ao presidente uma recomendação formal acompanhada de um formulário oficial que descreve os méritos específicos da pessoa indicada. Se o presidente concordar, ele emite um decreto concedendo o título de Herói da Ucrânia.
A cerimônia de premiação ocorre tradicionalmente no Palácio Presidencial em Kyiv. Desde 5 de abril de 2022, por decisão do presidente Volodymyr Zelensky, a Sala Branca do Palácio Mariinsky passou a se chamar Sala Branca dos Heróis da Ucrânia, e é lá que ocorrem as cerimônias de entrega da honraria.

## Descrição

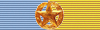
Barreta da Ordem da Estrela de Ouro até 2002

### Ordem da Estrela de Ouro
A Ordem da Estrela de Ouro, parte integrante do título de Herói da Ucrânia, é confeccionada em ouro e tem o formato de uma estrela de cinco pontas sobreposta a uma coroa de folhas de carvalho. Os raios da estrela são polidos. 
A distância entre as pontas opostas da estrela é de 35 mm. No verso, plano, há a inscrição em relevo "Herói da Ucrânia" (em ucraniano: «Герой України»; romaniz.: Heroy Ukrayiny) e o número de série da condecoração. O topo da estrela possui um aro com argola que a conecta a um suporte decorativo revestido por uma fita. Esse suporte mede 45 mm de comprimento por 28 mm de largura e possui um fecho no verso para fixação na roupa.
A fita é de seda moiré, com listras azul e amarela, cada uma com 14 mm de largura, totalizando 28 mm.
Segundo o Estatuto da distinção presidencial Herói da Ucrânia, originalmente era permitido ao condecorado usar uma miniatura da ordem ou uma barreta representativa, posicionadas acima das demais insígnias presidenciais.
A barreta da Ordem da Estrela de Ouro consiste em uma placa metálica retangular coberta pela fita, com a imagem dourada da ordem ao centro. Suas dimensões são: 12 mm de altura por 28 mm de largura.
A miniatura da ordem é uma réplica em tamanho reduzido da condecoração principal. De acordo com o estatuto atual do título Herói da Ucrânia, o uso da miniatura segue permitido, devendo ser colocada acima das demais miniaturas e barretas de condecorações estatais. O uso da barreta, contudo, não é mais previsto.

### Ordem do Estado

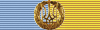
Barreta da Ordem do Estado até 2002

A Ordem do Estado, concedida dentro do título de Herói da Ucrânia, é feita de ouro e tem o formato do Emblema do Estado Principesco de Vladimir o Grande (o tridente), ladeado por dois ramos de carvalho em relevo.
As dimensões da ordem são: 35 mm de altura por 36 mm de largura. O verso é plano, contendo a inscrição em relevo "Herói da Ucrânia" e o número de série da condecoração. No topo da ponta central do tridente há um anel com argola que liga a insígnia a um suporte decorativo revestido por uma fita. Esse suporte mede 45 mm de comprimento e 28 mm de largura, e possui um fecho no verso para fixação à roupa.
A fita é de seda moiré, com listras azul e amarela de 14 mm cada, totalizando 28 mm de largura.
Segundo o Estatuto original da distinção presidencial Herói da Ucrânia, previa-se que, em vez da ordem, o condecorado poderia usar uma miniatura da insígnia ou uma barreta representativa, posicionadas acima das demais distinções presidenciais.
A barreta da Ordem do Estado é uma placa metálica retangular coberta pela fita, contendo a imagem dourada da ordem ao centro. Suas dimensões são de 12 mm de altura por 28 mm de largura.
A miniatura da Ordem do Estado é uma réplica reduzida da insígnia principal. De acordo com o estatuto atual do título Herói da Ucrânia, é permitido o uso da miniatura, que deve ser colocada acima de outras miniaturas e barras de condecorações estatais. O uso da barreta não é mais previsto.

### Miniatura

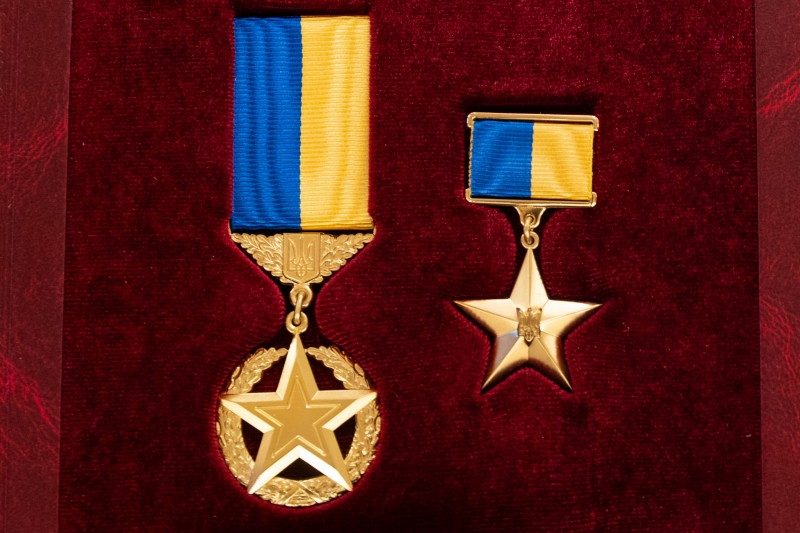
A Ordem da Estrela de Ouro junto da miniatura da condecoração

A miniatura da condecoração “Herói da Ucrânia”, diferentemente das miniaturas dos antigos distintivos presidenciais, pois possui um design único.
Ela é feita de ouro e tem a forma de uma estrela pentagonal com raios lisos em duas faces. No centro da estrela há a imagem em relevo do símbolo do Estado Principesco de Vladimir, o Grande. O diâmetro do círculo que envolve a estrela é de 33 mm.
No verso plano da miniatura, encontra-se a inscrição em relevo “Herói da Ucrânia” (em ucraniano: «Герой України»; romaniz.: Heroy Ukrayiny) . A estrela se conecta a um suporte por meio de uma argola com alça. O suporte tem a forma de uma placa metálica retangular medindo 19 mm de altura por 27 mm de largura. A parte frontal é coberta por uma fita moiré azul e amarela de 24 mm de largura, com recortes nas partes superior e inferior.
No verso do suporte há um fecho que permite fixar a miniatura à roupa.
| Ordem do Estado | Ordem da Estrela de Ouro |
| --------------- | ------------------------ |
|                 |                          |

## Premiados

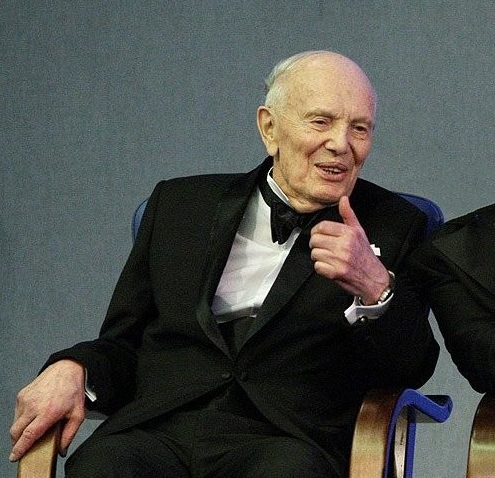
Borys Paton, o primeiro agraciado

Em 26 de novembro de 1998, o primeiro título de "Herói da Ucrânia" com a entrega da Ordem do Estado foi concedido a Borys Yevhenovych Paton — presidente da Academia Nacional de Ciências da Ucrânia — por sua dedicação à ciência e realizações notáveis nos campos da soldagem e da eletrometalurgia especial, que ajudaram a consolidar o prestígio da ciência ucraniana no mundo.
Em 21 de agosto de 1999, o piloto de testes Oleksandr Vasylovych Halunenko, do complexo aeronáutico Antonov, foi o primeiro a receber a Ordem da Estrela de Ouro por coragem e heroísmo durante os testes de voo de uma nova aeronave.
Até 15 de agosto de 2025, foram publicados decretos de concessão do título a 1133 pessoas: 1066 homens e 43 mulheres. A Ordem da Estrela Dourada foi entregue a 837 pessoas e a Ordem do Estado a 272. Leonid Kuchma premiou 132, Viktor Yushchenko 114, Viktor Yanukovych 40, Petro Poroshenko 163 e Volodymyr Zelensky 684. Das concessões, 542 foram em vida e 591 postumamente.
Sete pessoas perderam o título; outras três foram temporariamente sancionadas com a retirada de condecorações por decisão do Conselho de Segurança e Defesa Nacional da Ucrânia.
Alguns decretos entre 2022 e 2025 não foram publicados, e os nomes dos agraciados permanecem em sigilo. Fontes oficiais confirmam pelo menos 32 casos nesses moldes.
Em 26 de agosto de 2024, foi publicado o decreto presidencial nº 596/2024, prevendo a entrega de auxílio habitacional permanente aos Heróis da Ucrânia condecorados com a Estrela de Ouro por atos heroicos. No caso de falecimento, o benefício é estendido às famílias.

## Concessão aos Heróis da Centena Celestial
Em 24 de fevereiro de 2014, a Rada Suprema da Ucrânia aprovou a Resolução nº 774-VII “Sobre a homenagem aos participantes de conflitos armados durante protestos pacíficos”, propondo ao futuro presidente da Ucrânia conceder postumamente o título de Herói da Ucrânia aos civis mortos em confrontos ocorridos entre novembro de 2013 e fevereiro de 2014, durante a Revolução da Dignidade. Segundo a Constituição, o presidente interino não tem autoridade para conceder condecorações estatais.
No dia 21 de novembro de 2014, na primeira celebração do Dia da Dignidade e Liberdade, o então presidente Petro Poroshenko assinou o decreto que concedeu o título de Herói da Ucrânia, com a medalha da Estrela de Ouro, a 99 ativistas da chamada “Centena Celestial”.
Como o título de Herói da Ucrânia só pode ser atribuído a cidadãos ucranianos, três estrangeiros mortos durante a revolução foram homenageados com a Ordem dos Heróis da Centena Celestial. Posteriormente, uma emenda à Lei das Condecorações Estatais, aprovada em abril de 2017, permitiu a concessão do título de Herói da Ucrânia, a título excepcional e postumamente, a estrangeiros que participaram da Revolução da Dignidade. Foi o caso de Mikhailo Zhyznevskyi, o único estrangeiro agraciado com o título.

## Premiações anuladas
De acordo com o artigo 16 da Lei “Sobre Condecorações Estatais da Ucrânia”, o presidente pode retirar uma condecoração de uma pessoa caso ela seja condenada por crime grave. Contudo, nenhum Herói da Ucrânia foi oficialmente destituído do título por essa via legal.
Dois decretos presidenciais que concederam o título postumamente foram anulados por decisões judiciais, sob o argumento de que os homenageados não eram cidadãos ucranianos — exigência formal para a concessão do título. Mesmo assim, em 2019, a Administração Presidencial declarou que tais decretos continuavam em vigor, sem afetar outros títulos concedidos a pessoas falecidas antes de 1991 que também não eram cidadãos da então RSS da Ucrânia.

### Roman Shukhevych
Em 12 de outubro de 2007, o presidente Viktor Yushchenko concedeu postumamente a Roman Shukhevych o título de Herói da Ucrânia pelos serviços prestados à luta de independência nacional. Em 21 de abril de 2010, o Tribunal Administrativo de Apelação de Donetsk anulou o decreto, afirmando que Shukhevych, morto em 1950, nunca foi cidadão ucraniano. A decisão foi confirmada pelo Tribunal Administrativo Supremo em 2 de agosto de 2011.

### Stepan Bandera
Em 20 de janeiro de 2010, também por decreto de Yushchenko, Stepan Bandera recebeu postumamente o título de Herói da Ucrânia. No entanto, em 2 de abril de 2010, o Tribunal Administrativo Distrital de Donetsk anulou o decreto pelos mesmos motivos legais do caso Shukhevych: Bandera morreu em 1959 e, portanto, não poderia ter sido cidadão ucraniano.
Em 23 de junho de 2010, o Tribunal Administrativo de Apelação de Donetsk rejeitou todos os 23 recursos contra a decisão do Tribunal Administrativo Distrital de Donetsk de reconhecer como ilegal o decreto que concedeu a Bandera o título de Herói da Ucrânia, assinado por Viktor Yushchenko. Vários recursos de cassação foram interpostos contra a decisão do tribunal de apelação junto ao Supremo Tribunal Administrativo da Ucrânia. O Supremo Tribunal Administrativo confirmou a sentença em 2 de agosto de 2011.

Apesar disso, nenhum dos casos seguiu o procedimento formal de revogação do título estabelecido em lei, ou seja, por condenação criminal e decisão presidencial. Isso torna os efeitos legais dessas decisões judiciais controversos e juridicamente discutíveis.